# Rhacodactylus auriculatus
Il geco gargoyle della Nuova Caledonia (Rhacodactylus auriculatus) è un geco della famiglia Diplodactylidae, endemico della Nuova Caledonia.

## Tassonomia
La tassonomia di questa specie è attualmente in corso di studio.
I diversi esemplari di geco gargoyle mostrano alcune differenze genetiche, ma nel complesso queste sono minime e non sembrano dunque sufficienti per giustificare una distinzione tassonomica in sottospecie.

## Descrizione
Il geco gargoyle è forse la seconda specie di geco più famosa dopo il geco crestato C. ciliatus; è il più piccolo di 6 specie riconosciute di questo genere (Sameit 1986, Bauer & Sadlier 2000).
Il nome auriculatus significa dotato di orecchie ed è dovuto ai punti sopra la sua testa che ricordano delle orecchie. Il nome più comunemente utilizzato per questa specie è "geco gargoyle" a causa dei grumi e delle protuberanze che questi gechi hanno sopra la testa e che li rendono simili alle gargolle delle chiese.
Il geco gargoyle può presentarsi in tre diverse forme: a macchie, reticolato o striato. Nella media adulta è lungo dai 19 ai 21 cm, pesa intorno ai 40-60 grammi e può raggiungere fino ai 15-20 anni di vita. Diventa inoltre sessualmente attivo a partire dai 15-18 mesi dalla nascita, e quando raggiunge un peso di 35 grammi.

## Biologia
In natura i gechi gargoyle possono perdere la loro coda e avere al suo posto una piccola protuberanza appuntita. L’assenza di coda è una condizione normale per i gechi gargoyle adulti, che spesso si mutilano la coda a vicenda. Dall’altro lato però sono soliti rigenerare prontamente la coda, la quale, eccetto una differenza in lunghezza, finisce per essere uguale a quella originale.
In cattività, gli hobbisti preferiscono che questi gechi abbiano la coda ma ciò richiede tenere gli animali separati e accuditi per prevenirne la perdita. Normalmente, gli esemplari vengono venduti senza coda, senza alcuno sconto.

### Habitat e comportamento in natura
La specie è endemica della Nuova Caledonia. È ampiamente diffusa a sud di Grande Terre e presente nei massicci nel nordovest. Sembra inoltre essere diffusa nella limitata area delle rocce ultramafiche.
Il geco gargoyle si presenta sia nelle foreste umide sia nella macchia mediterranea e vive al di fuori di ambienti agricoli e urbani.
Gli habitat favoriti di questa specie sono innanzitutto le vegetazioni arbustive della macchia mediterranea e secondariamente i confini della foresta e le zone ecotonali tra la foresta e la macchia mediterranea; usa inoltre mangrovie e vegetazione sulla spiaggia (Bauer & Vindum 1990, Bauer & Sadlier 2000).
All’interno di queste zone il geco gargoyle può essere incontrato più frequentemente sopra arbusti, alberelli e alberi dal piccolo diametro. Si allontana poco da questi ed è abitualmente attivo al suolo, stagionalmente, in associazione con il foraggiamento e l’accoppiamento (Bauer & Sadlier 2000).
Questa specie è essenzialmente notturna ma alcune volte è attiva durante il giorno; è principalmente arborea. Solitamente si posiziona all’aperto sui rami durante il giorno oppure si rifugia sotto dense vegetazioni a terra o nelle cavità degli alberi. Durante la notte va alla ricerca di cibo o provviste sugli steli degli arbusti e su piccoli alberi oppure meno frequentemente a terra.
Nei mesi invernali, il geco gargoyle è maggiormente attivo da una a quattro ore dopo il tramonto.
Per raggiungere una più completa immagine dell’autoecologia del geco gargoyle è stato intrapreso uno studio sul campo per quantificare gli aspetti dell’uso e dell’attività del microhabitat e per valutare la dieta durante il periodo freddo dell’inverno australe.

### Alimentazione
I gechi gargoyle consumano regolarmente un’ampia tassonomia e varietà ecologica di artropodi, includendo come prede vertebrati, molluschi, materiale vegetale e la linfa. Le informazioni a disposizione suggeriscono che il geco gargoyle abbia la dieta più particolare tra tutte le diete dei gechi (Bauer & Russell 1990, Bauer & Sadlier 1994b, Snyder et al. 2008).

## Distribuzione
Il geco gargoyle si distribuisce a sud del blocco ultramafico della Nuova Caledonia e verso nord lungo i substrati ultramafici delle coste occidentali e centro orientali. È presente a Grand Terre a partire dal livello del mare fino a quasi 1 000 metri di altitudine; risulta però assente nell'isola dei Pini e nei suoi isolotti satellitari (Bauer & Sadlier 1994a, 2000). Recentemente è stata registrata la sua presenza in numerose zone isolate a nord dell'isola (Whitaker et al. 2004).
L'entità dell’occorrenza è stimata approssimativamente intorno ai 10000 km² e l'area di occupazione intorno ai 2000 km².

## Conservazione
Per quanto riguarda la conservazione, il geco gargoyle è incluso tra i gechi di minima preoccupazione data la sua ampia distribuzione, l'entità presunta della popolazione e un indice di declino della popolazione non elevato. Nonostante l'estensione della sua entità di occorrenza sia minore di 20000 km², la popolazione è significativamente maggiore di 10 000 individui; la riduzione della misura della popolazione si ritiene essere minore del 30% e le specie sono presenti in più di 10 luoghi.

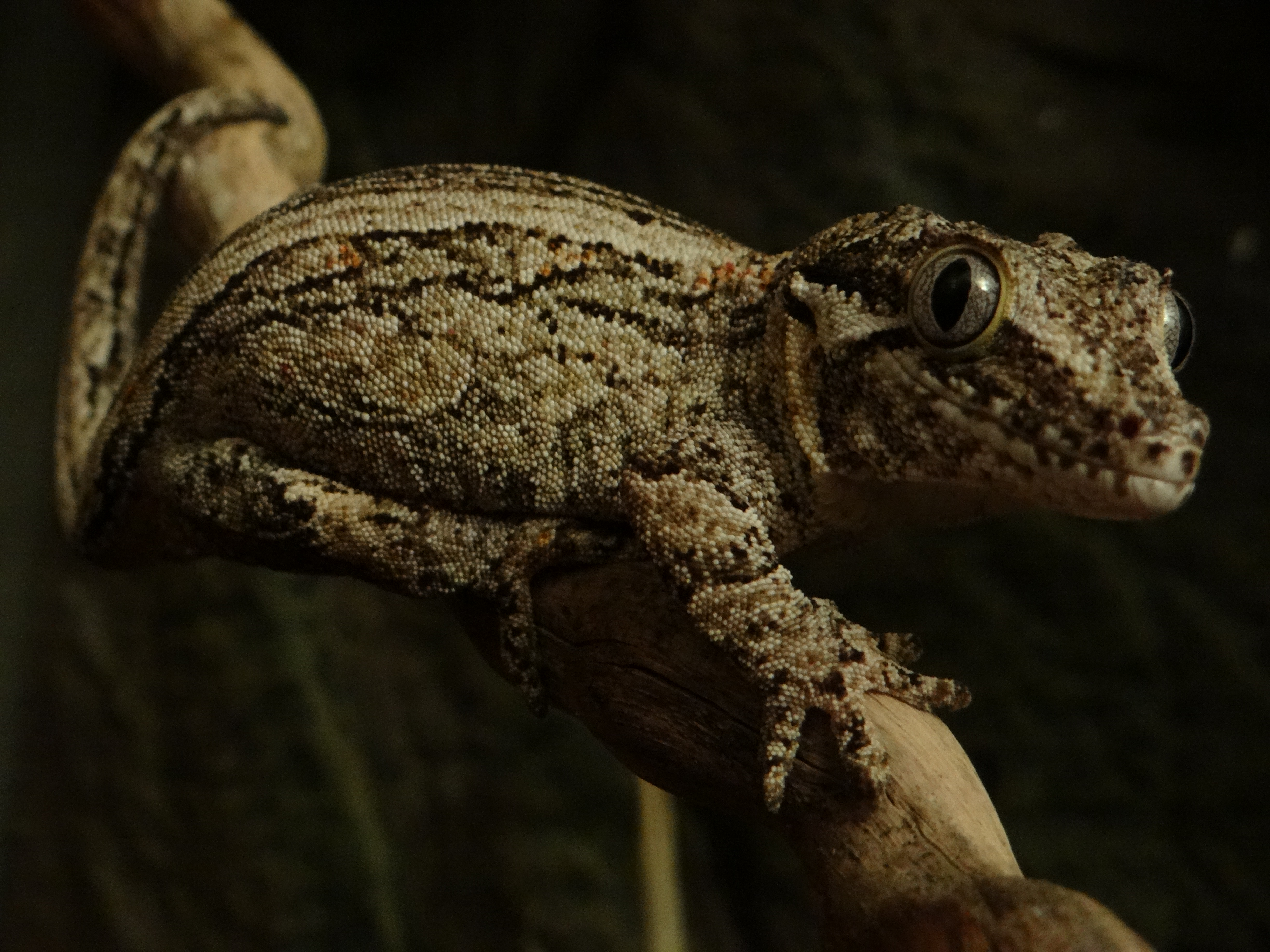
Un esemplare di geco gargoyle color sabbia con macchie nerastre, appoggiato su un ramo.

Bauer e Sadlier (1993) riferiscono dunque che questa specie è comune. Non si hanno a disposizione dati quantitativi sulla misura o sulle tendenze della popolazione. Si pensa però che in passato abbia sofferto di una riduzione della misura della popolazione attraverso la macchia mediterranea dovuta ad incendi boschivi e all'intensiva ma localizzata perdita dell'ambiente causata dalle estrazioni minerarie.
La specie è comune in molte località, sebbene l’attuale e proiettata espansione delle estrazioni di nichel comporta una riduzione del loro habitat.
La stretta relazione dei gechi gargoyle con i substrati ultramafici significa che il loro habitat è vulnerabile all'espansione dell'industria mineraria di nickel. Questo è un problema rilevante nei massicci isolati nel nord-ovest di Grande Terre dove quasi tutte le popolazioni ne sono influenzate e anche per ampie zone del sud. L'habitat della macchia mediterranea di questa specie è inoltre a rischio di incendi boschivi.
Altre minacce includono la degradazione dell'habitat causata dall’arrivo di ungulati (cervi e maiali) e predazione da parte di mammiferi (roditori, gatti selvatici e maiali).
Sebbene il commercio illegale del passato di questa specie sia diminuito data la facilità con cui essa può essere allevata in cattività, popolazioni facilmente accessibili sono ancora a rischio.

## Allevamento

### In cattività
I gechi gargoyle erano un tempo ritenuti tra i più rari gechi in cattività. Oggi sono allevati in cattività in grande numero e sono divenuti una merce comune nel commercio di animali domestici.
Il geco gargoyle è stata la prima specie di Rhacodactylus a essere allevata in gran numero da hobbisti tedeschi e divenne così disponibile negli Stati Uniti negli anni ottanta.
Essendo un rettile, il geco gargoyle necessita di un terrario delle giuste dimensioni: le dimensioni raccomandate per il terrario di un geco adulto sono di 40 × 40 cm e 60 cm di altezza. 
Per quanto riguarda la crescita del geco gargoyle, si hanno migliori risultati se gli esemplari vivono separati. Infatti non bisogna in nessun caso far convivere due gechi di sesso maschile poiché si attaccherebbero infliggendosi gravi lesioni. Le femmine invece possono di tanto in tanto mostrare comportamenti aggressivi sia nei confronti dei maschi che nei confronti delle altre femmine.
Le temperature del terrario devono essere intorno ai 21-25 °C durante il giorno, scendendo fino a un minimo di 18 °C durante la notte. È necessario coprire sempre la sorgente di calore dal momento che una sorgente non riparata può causare bruciature gravi se l'animale ne viene a contatto.
Essendo il geco gargoyle una specie notturna, non sembra necessitare di ulteriori luci UVA o UVB, ma una di queste può comunque essere fornita per brevi periodi senza causare effetti dannosi.

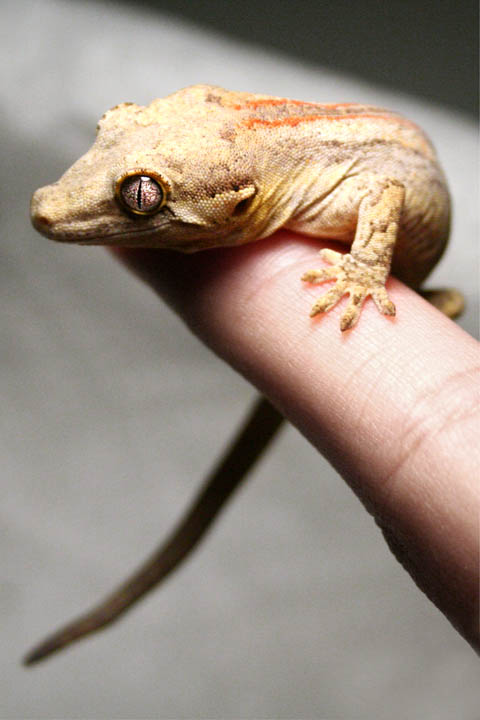
Rhacodactylus auriculatus in cattività.

È necessario cibare il geco con grilli abbastanza grandi approssimativamente 2 volte a settimana e con frullati di frutta fresca serviti in un contenitore poco profondo anch’essi due volte a settimana; non devono inoltre essere inclusi gli agrumi. Un’alternativa può essere cibarlo con un misto di puree per bambini come quelle di banana, pesca, albicocca o frutta mista con anche un 10% di purea di pollo. È preferibile che le cavallette vengano leggermente ricoperte con vitamine o minerali supplementari che contengano calcio, vitamina D3 e un supplemento di altre vitamine e minerali essenziali.
Le femmine che stanno covando uova dovrebbero essere monitorate molto attentamente per evitare che abbiano carenze di calcio.

### Comportamento in cattività
Inizialmente i gechi gargoyle acquistati non dovrebbero essere maneggiati. Occorre permettere che si ambientino per almeno tre o quattro settimane per riuscire a farli adattare al nuovo territorio e per assicurarsi che si cibino regolarmente.
Quando si inizia a maneggiare il proprio geco è necessario che questi siano momenti brevi che non superino i 5 minuti in quanto gli animali potrebbero ferirsi, specialmente se si tratta dei cuccioli.
Questa specie di gechi morde spesso fino a quando non raggiunge l’età adulta, ma raramente in seguito. I denti sono lunghi e affilati e dai loro morsi possono verificarsi delle lacerazioni nella parte superficiale della pelle che possono sanguinare. Fortunatamente mordono per dare un ammonimento e lasciano velocemente la presa. Quando raggiungono l’età adulta, questi gechi sono inclini ad essere dolci e sono ritenuti tra i migliori rettili domestici.